# الكنز (فلم 2021)
الكنز هو فيلمٌ مغربيٌ أُنتج عام 2021. يصور في قالب فكاهي كوميدي التعايش بين الأديان في المغرب.

## قصة الفيلم
جاد (محمد الحوضي) يهودي مغربي، يبحث عن كنز جده المدفون في حي الملاح في المدينة القديمة. يساعده في ذلك حمدان (طارق البخاري)، ورقية زوجة حمدان (سكينة درابيل).

## وصلات خارجية
- مقالات تستعمل روابط فنية بلا صلة مع ويكي بيانات